# Paul Bugdahn
Paul Bugdahn (* 25. April 1890 in Rostock; † 24. Dezember 1948 in Hamburg) war ein deutscher Journalist und Politiker der SPD und Mitglied in der Hamburgischen Bürgerschaft.

## Leben und Politik

### Werdegang bis 1933
Paul Bugdahn besuchte die Mittelschule (St. Georg-Bürgerschule) in Rostock, verließ diese aber ohne Abschluss. Er erlernte den Beruf des Buchdruckers und des Setzers ebenfalls in seiner Geburtsstadt und arbeitete darin bis 1919. Während seiner Lehrzeit hatte er die Fachschule und die Fortbildungsschule besucht. Von 1908 bis 1910 führten ihn die Wanderjahre und seine berufliche Tätigkeit in alle Teile Deutschlands. Bugdahn leistete ab 1910 Militärdienst. In der Zeit von 1914 bis 1918 war er Soldat im Ersten Weltkrieg. Für seine Verdienste wurde er mit dem Eisernen Kreuz II. Klasse sowie mit dem Mecklenburgischen Kreuz für Auszeichnung im Kriege bedacht.
Von Oktober 1919 bis 1933 war er Mitarbeiter der Redaktion des Hamburger Echos, erst als Berichterstatter und später als Redakteur. Ab 1922 übernahm er die Geschäftsführung der Zeitung. Im April 1927 nahm er an einer Journalistenreise nach New York City auf der Jungfernfahrt des Dampfschiffs New York teil.
Neben seiner beruflichen Laufbahn, die durch die Arbeit innerhalb der Redaktion schon politisiert wurde, war er ein Gewerkschafter und aktiver Parteipolitiker. Zwischen 1907 und 1909 war er Mitbegründer und Leiter der Arbeiterjugend in Mecklenburg und seit 1913 Gewerkschafts- und Parteifunktionär in Altona. Er beteiligte sich an den SPD-Parteitagen 1925 (in Heidelberg), 1929 (in Magdeburg) und 1931 (in Leipzig). Zudem war er Mitglied des Preußischen Landtages von Mai 1928 bis Juli 1933 (3., 4. und 5. Legislaturperiode) für die SPD.
Bis 1933 war Bugdahn einer der führenden Politiker der Altonaer SPD. Von 1919 bis 1933 (mit Unterbrechung) war er zwischenzeitlich Vorsitzender der SP in Altona und von 1924 bis 1933 Mitglied des SP-Bezirksvorstands in Schleswig-Holstein. Von 1924 bis 1933 war er Stadtverordneter und ab 1927 Stadtverordnetenvorsteher in Altona an der Elbe.

### Nationalsozialismus und Nachkriegszeit

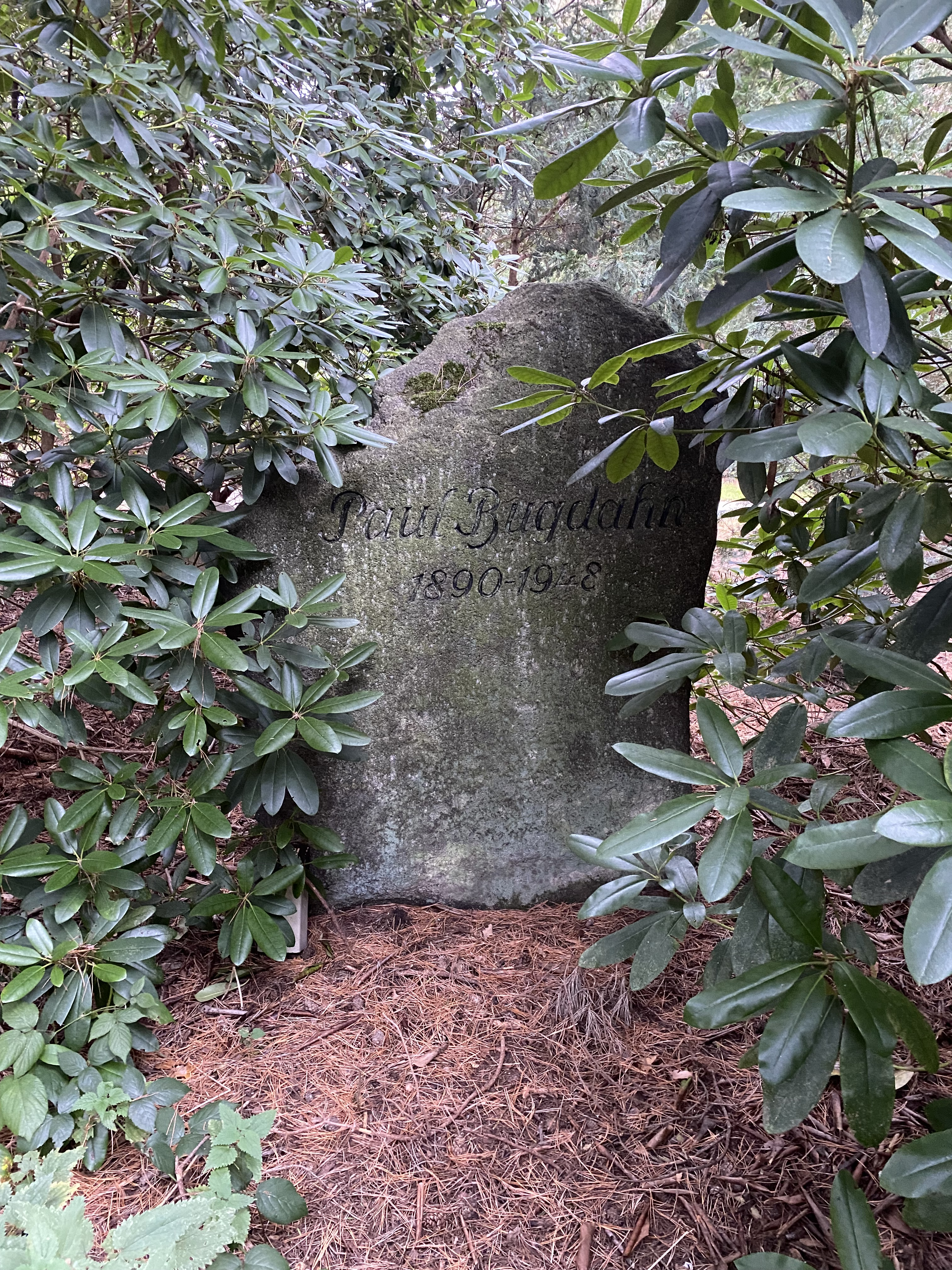
Grabstätte auf dem Friedhof Altona

Während der Zeit des Nationalsozialismus saß Bugdahn zum Teil in Haft. Im Zweiten Weltkrieg wurde er wieder als Soldat eingezogen. Von 1946 bis 1948 war Bugdahn Mitglied der Hamburgischen Bürgerschaft. Er war 1946 Schriftführer in der ernannten Bürgerschaft und gehörte anschließend der ersten gewählten Bürgerschaft bis zu seinem Tode an.
Von 1945 bis zu seinem Tode 1948 war er Gesellschafter, Lizenzträger und Geschäftsführer der Hamburger Buchdruckerei und Verlagsanstalt Auerdruck GmbH. Er starb an den Folgen eines Autounfalles. Er ist auf dem Friedhof Altona beigesetzt. Die Stadt Hamburg ehrte ihn 1968 mit der Benennung der Bugdahnstraße im Stadtteil Altona-Altstadt.